# 易中天中华史
《易中天中华史》是由厦门大学易中天教授编写的二十四卷关于中华历史的系列丛书，该系列从史前时代一直讲述到鸦片战争前，讲述并分析每个中国朝代的历史因素与政治体制问题，此外还讲述了部分中亚欧洲历史。2021年12月，最終回第五部《明清》总第二十四卷《命運和選擇》出版。该丛书在大陆网站提供电子版公开收费阅读，并且已在韩国与香港地区发行韩文译版及繁体中文版。

## 出版计划变动
该丛书于2012年3月方案启动，策划和预备一年后，2013年5月决定分为六部三十六卷，从史前时代一直讲述到中华人民共和国邓小平时代，至2018年出齐所有卷。
2016年决定将原定的三十六卷减为六部三十二卷，即第三部和第四部各减去两卷只剩四卷，并计划于2020年完成。
2016年6月1日、2018年3月1日分别发行完第三部、第四部后，因2017年8月左腿骨折等不可控因素，继续减为（从第五部起）此后每部均只四卷，且每卷不再有后记，即维持第三部和第四部的模式。故除前两部为六卷，其余各部均只四卷，预计最终共六部二十八卷，比2013年的计划少了八卷，超五分之一。
虽然前期的写作速度平均每年超过三卷本，但从2018年12月第二十一卷《朱明王朝》出版，到下一卷《严嵩与张居正》2020年8月1日发售，间隔了20个月。易中天本人也表示“除了明代，接下来都是硬骨头”，棘手的问题会更多，书写方式也更难。《易中天中华史》学术顾问、北京印刷学院教授陈勤也表示，明清及之后的历史难写，读者有可能认为被冒犯。
2021年7月，发行第五部卷二十三后，直接砍去第六部：近现代，减为五部二十四卷，比2013年原计划少三分之一，即十二卷。
2022年，出版方果麥文化將《易中天中华史》下架。

## 修订
2016年8月，前十六卷出版之后，易中天对部分内容进行了修订，并对原来的插图和排版做了调整甚至更新，主要涉及前三卷《祖先》、《国家》、《奠基者》，其中《国家》一卷，不少章节甚至推倒重来。

## 内容划分
注:第一行表示卷名称，每列表示各卷章节标题，最后一行是后记与附录。

### 总序
| 文明的意志与中华的位置 |
| ---------------------- |
| 天下大势               |
| 历史谜团               |
| 伊斯兰                 |
| 西方                   |
| 中华                   |
| 关键时刻               |
| 答读者                 |

### 第一部：先秦
| 卷一     | 卷二         | 卷三       | 卷四       | 卷五         | 卷六             |
| 祖先     | 国家         | 奠基者     | 青春志     | 从春秋到战国 | 百家争鸣         |
| -------- | ------------ | ---------- | ---------- | ------------ | ---------------- |
| 夏娃造反 | 国家与人     | 生于忧患   | 刺客       | 祸起萧墙     | 这世界有救吗     |
| 女娲登坛 | 城市跟你说   | 定音鼓     | 情人       | 五侯争霸     | 哪个社会好       |
| 伏羲设局 | 从雅典到费城 | 西周大封建 | 战士       | 南方崛起     | 君权，民权，人权 |
| 炎帝东征 | 谢绝宗教     | 天下为家   | 人臣       | 礼坏乐崩     | 活着为什么       |
| 黄帝出场 | 告别图腾     | 两个基本点 | 使节       | 商鞅变法     | 生存之道         |
| 尧舜下课 | 闯他一回红灯 | 根本所在   | 鬼神       | 合纵连横     | 制度与人性       |
| 破冰之旅 | 巡航日志     | 时间开始了 | 年轻就是好 | 这格子不好走 | 能做河伯也不错   |

### 第二部：秦汉魏晋南北朝
| 卷七         | 卷八               | 卷九         | 卷十         | 卷十一   | 卷十二             |
| 秦併天下     | 汉武的帝国         | 两汉两罗马   | 三国纪       | 魏晋风度 | 南朝，北朝         |
| ------------ | ------------------ | ------------ | ------------ | -------- | ------------------ |
| 始皇革命     | 帝国之初           | 世界         | 袁绍揭幕     | 时代     | 大换血             |
| 陈胜造反     | 独尊儒术           | 历史         | 魏武挥鞭     | 人物     | 鲜卑人             |
| 项羽争雄     | 高度集权           | 制度         | 孙刘联盟     | 精神     | 南朝试验田         |
| 刘邦称帝     | 官治天下           | 信仰         | 三分天下     | 风尚     | 宗教问题           |
| 大秦没死     | 是非功过           | 理念         | 武侯治蜀     | 价值观   | 再造新文明         |
|              |                    |              | 桃园惊梦     |          |                    |
| 我们有选择吗 | 汉武帝下诏罪己了吗 | 为什么是罗马 | 何时忘却三国 | 那些女人 | 一国两朝，南方北方 |

### 第三部：隋唐
| 卷十三   | 卷十四     | 卷十五     | 卷十六   |
| 隋唐定局 | 禅宗兴起   | 女皇武则天 | 安史之乱 |
| -------- | ---------- | ---------- | -------- |
| 隋炀帝   | 拜占庭     | 夺宫       | 开元新政 |
| 唐太宗   | 阿拉伯     | 弄权       | 潜在危机 |
| 官僚政治 | 禅         | 血洗       | 动乱始末 |
| 混血王朝 | 佛教中国化 | 变脸       | 走向沉沦 |
| 世界帝国 | 大洗牌     | 无字碑     | 唐诗精神 |
| (无后记) | (无后记)   | (无后记)   | (无后记) |

### 第四部：宋元
| 卷十七   | 卷十八     | 卷十九   | 卷二十   |
| 大宋革新 | 王安石变法 | 风流南宋 | 铁血蒙元 |
| -------- | ---------- | -------- | -------- |
| 新生活   | 箭在弦上   | 南宋始末 | 成吉思汗 |
| 新政权   | 一意孤行   | 繁华港湾 | 征服世界 |
| 新经济   | 乾坤逆转   | 理学是非 | 大元王朝 |
| 新形势   | 教训所在   | 宋词韵味 | 崖山之后 |
| 新战略   |            |          |          |
| (无后记) | (无后记)   | (无后记) | (无后记) |

### 第五部：明清
| 卷二十一 | 卷二十二     | 卷二十三   | 卷二十四               |
| 朱明王朝 | 严嵩与张居正 | 大航海时代 | 命运和选择             |
| -------- | ------------ | ---------- | ---------------------- |
| 太祖改制 | 嘉靖继统     | 郑和远航   | 邦国时代               |
| 燕王定鼎 | 严嵩倒台     | 西学东渐   | 帝国之初               |
| 变态统治 | 海瑞反腐     | 康熙答题   | 巅峰与定型             |
| 多样世俗 | 张居正治国   | 黛玉葬花   | 问苍茫大地             |
| 新兴文艺 | 万历谢幕     |            |                        |
|          |              |            | 文明的起始与国家的形态 |
| (无后记) | (无后记)     | (无后记)   | 后记                   |

## 相关讲座
- 北京大学《文明的意志与中华的位置》[12]
- 中国科学技术大学《历史的底牌》[13]
- 广安市会展中心《中华文明的根基》[14]
- 浙江大学紫金港校区《从春秋到战国》[15]

## 外界评价

### 正面
一般人对《易中天中华史》持肯定态度，代表有该书出版方社长。

### 负面
部分人质疑中华历史只有三千七百年的说法。丁怀超表示否定并称易中天精神发生问题。

也有人批评称他无法自立于史书丛林，本人则回应不介意怎么说。

### 中立
作家葛红兵表示该作品需要等待完结之后才更适合作定论。